# Chanderi
Chanderi (Hindi: चन्देरी) ist eine historisch und kulturell bedeutsame Stadt mit ca. 38.000 Einwohnern in der Region Bundelkhand im Norden des indischen Bundesstaats Madhya Pradesh. Sie ist über Indien hinaus bekannt wegen ihrer Seiden- und Baumwollwebereien.

## Lage
Chanderi liegt im Norden des Vindhya-Gebirges knapp 215 km (Fahrtstrecke) nordöstlich von Bhopal bzw. ca. 115 km südwestlich von Jhansi in einer Höhe von ungefähr 455 m d. M. Etwa 17 km nordwestlich der Stadt befindet sich der Ort Budhi Chanderi („Alt-Chanderi“) und ca. 4 km östlich liegt das Rajghat Reservoir im Flusslauf des Betwa-River. Das Klima ist warm und für nordindische Verhältnisse eher regenreich, wenngleich die meisten Regenfälle während der Monsunzeit (Juni bis Oktober) niedergehen.

## Bevölkerung
Offizielle Bevölkerungsstatistiken werden erst seit 1991 geführt und veröffentlicht.
| Jahr      | 1991   | 2001   | 2011   |
| --------- | ------ | ------ | ------ |
| Einwohner | 19.383 | 28.305 | 33.081 |

Die Hindi, Urdu und Bundeli sprechende Bevölkerung Chanderis besteht zu etwa 66 % aus Hindus, zu gut 28 % aus Moslems und zu knapp 5 % aus Jains; zahlenmäßig kleine Minderheiten bilden Christen, Sikhs, Buddhisten und andere. Wie bei Volkszählungen im Norden Indiens üblich, liegt der männliche Bevölkerungsanteil etwa 10 % höher als der weibliche.

## Wirtschaft
In den Dörfern der Umgebung dominiert die Landwirtschaft. Die Stadt diente seit altersher als Zentrum für Handwerk, Handel und Dienstleistungen aller Art. Besonders bedeutsam ist die hier bereits seit Jahrhunderten betriebene Seiden- und Baumwollweberei; Seidensaris aus Chanderi sind in ganz Indien, aber auch international bekannt.

## Geschichte

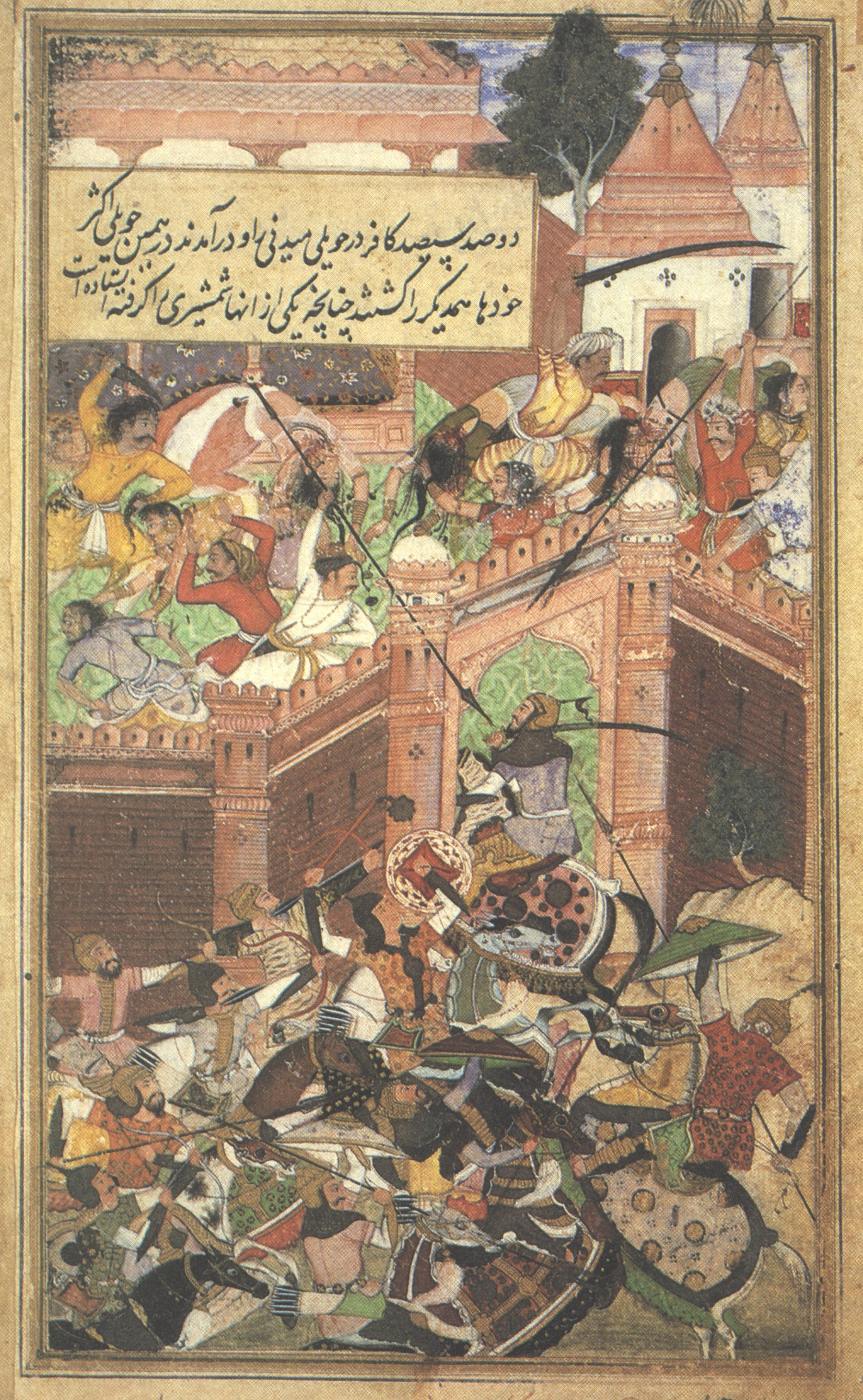
Miniaturmalerei der Mogulzeit: Einnahme Chanderis durch Babur (1528)

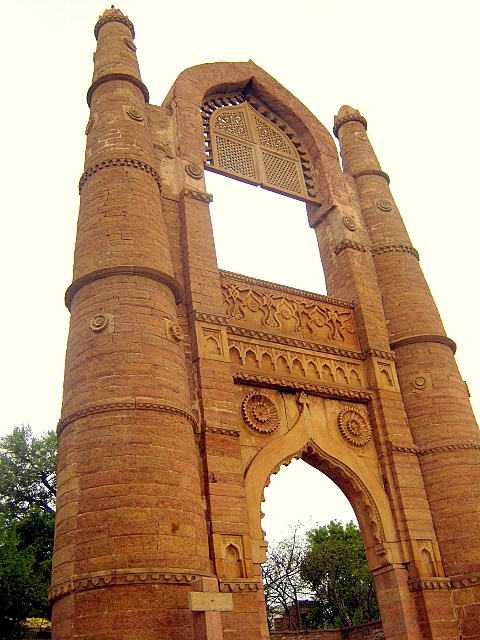
Bada Mahal Darwaza

Ein von Shishupala, dem Cousin Krishnas, gegründeter Ort mit Namen Chaidnagar wird schon im altindischen Epos des Mahabharata erwähnt und mit dem heutigen Chanderi gleichgesetzt; die spätere Stadt lag an einem alten Handelsweg auf der Grenze zwischen den beiden historisch bedeutsamen Regionen Malwa und Bundelkhand und war entsprechend heiß umkämpft. Ghiyas ud din Balban nahm die zum Pratihara-Reich gehörende Stadt im Jahr 1251 für Nasir ud din Mahmud (reg. 1246–1266), den damaligen Sultan von Delhi, ein; er selbst übernahm die Herrschaft nach dem Tod Nasir ud dins. Im Jahr 1438 wurde sie nach mehrmonatiger Belagerung von der Armee Mahmud Khiljis von Malwa eingenommen und im Jahr 1520 von Rana Sanga, dem Herrscher über Mewar. Babur, der erste Mogulherrscher übernahm die Stadt im Jahr 1528, woraufhin ein Teil der Bevölkerung Selbstmord (jauhar) beging. In den Jahren 1540 bis 1545 war der Paschtune Sher Shah Suri Herrscher über die Stadt; danach fiel sie wieder zurück an das Mogulreich und wurde im Ain-e-Akbari, der Autobiografie Akbars, als große Stadt mit 12.000 Moscheen, 14.000 Steinhäusern, 360 Karawansereien und 384 Märkten beschrieben – auch wenn die Zahlen mit Sicherheit stark übertrieben sind, zeigen sie doch die enorme Bedeutung Chanderis zu dieser Zeit. Die nach Autonomie strebenden Bundela-Rajputen eroberten die Region im Jahr 1586; daraufhin geriet sie in die politische Abhängigkeit von Orchha. Diesen Status behielt sie bis zum Jahr 1811, als sie unter die Kontrolle der Marathen kam, die jedoch im Jahr 1844 den Briten weichen mussten, die Chanderi im Jahr 1861 dem Fürstenstaat Gwalior übereigneten.

## Sehenswürdigkeiten
Die Sehenswürdigkeiten der Stadt sind zahlreich – besonders zu erwähnen sind die Freitagsmoschee aus der Mitte des 13. Jahrhunderts sowie das auf einer Anhöhe liegende und nach verschiedenen Zerstörungen immer wieder erneuerte Fort mit seinem freistehenden, von seitlichen Treppentürmen gerahmten hohen und repräsentativen Torbogen (Bada Mahal Darwaza), der in seiner Art in ganz Indien, aber auch in der gesamten islamischen Welt einzigartig ist. Unweit davon steht der Shiva geweihte Sri-Jageshwar-Tempel. Über die Stadt verteilt finden sich mehrere Hindu- und Jain-Tempel. Auch zahlreiche exquisit gestaltete Mausoleen (rauzas) stehen verteilt in der Stadt – der dem 15. Jahrhundert zuzuordnende Nizamuddin-Komplex mit seinen vielgestaltigen Jali-Fenstern, das Shahzadi ka Rouza sowie die sogenannte Bada Madrasa mit zwei kunsthandwerklich eindrucksvoll gearbeiten Kenotaphen verdienen besondere Beachtung. Früher sollen in der Stadt und in ihrer Umgebung an die 1200 Stufenbrunnen (baolis) existiert haben; mehrere sind noch erhalten – darunter der Battisi baoli. Das Chanderi-Museum oder der nahegelegene Koshak Mahal aus der Mitte des 15. Jahrhunderts bilden den Abschluss der Stadtbesichtigung.
Umgebung
Im ca. 17 km entfernten Budhi Chanderi oder im ca. 26 km südwestlich gelegenen Dorf Thruvanji befinden sich jeweils mehrere mittelalterliche Jain-Tempel.